# Janusz Galicki

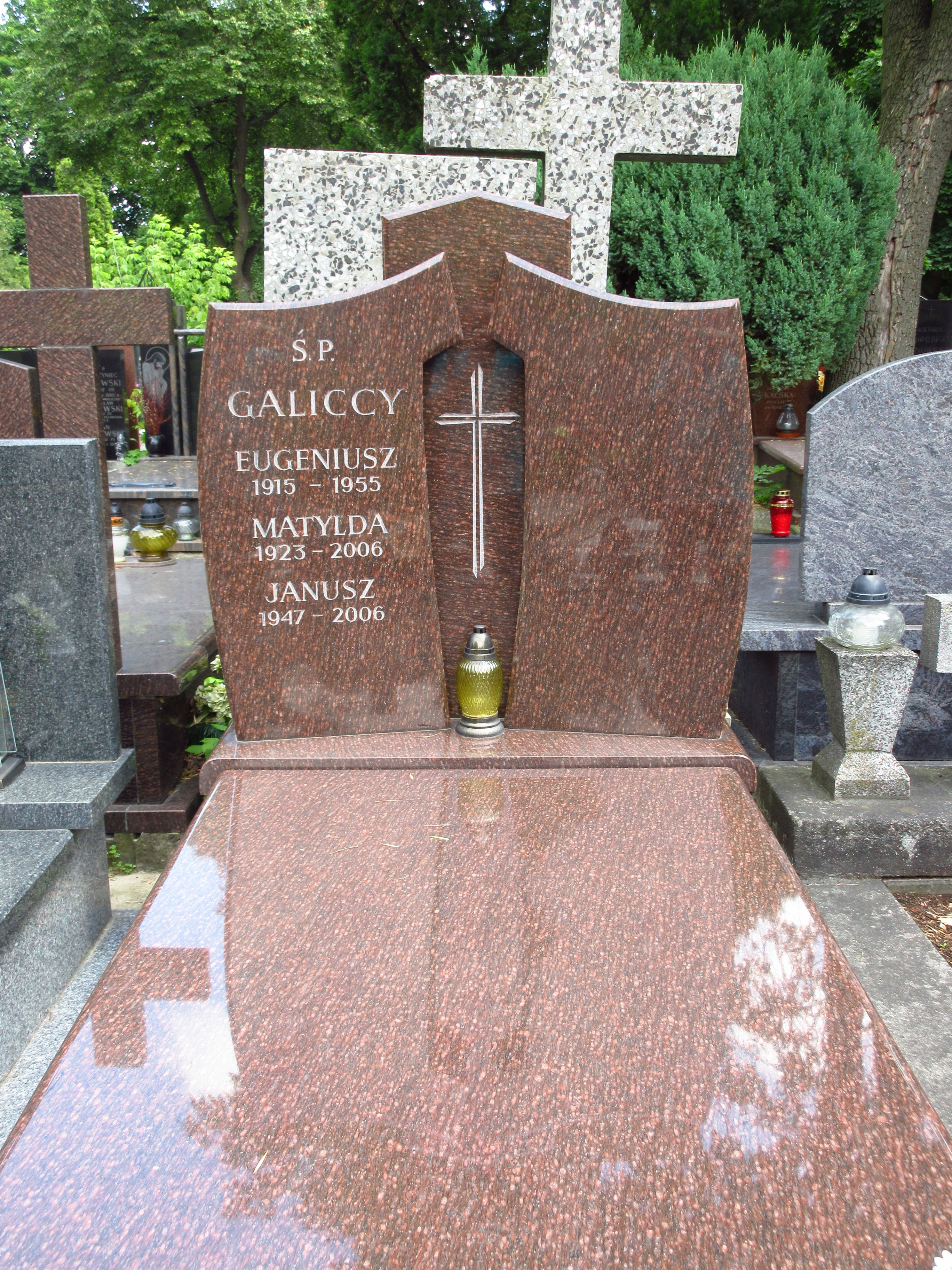
Grób Janusza Galickiego na cmentarzu Bródnowskim

Janusz Galicki (ur. 1947, zm. 29 listopada 2006 w Warszawie) – polski działacz sportowy.
Ukończył studia w Instytucie Historii Sztuki na Uniwersytecie Warszawskim i przez kilka lat po zakończeniu studiów był wykładowcą w warszawskiej Akademii Sztuk Pięknych. W późniejszych latach pracował w Ministerstwie Edukacji Narodowej. Jego pasją była lekkoatletyka, od 1970 był sędzią i aktywistą tej dziedziny sportu, a szczególnie w chodzie sportowym. W latach 1981–1989 był członkiem Komisji Chodu Sportowego PZLA, a od 1990 Komisji Chodu Sportowego Warszawsko-Mazowieckiego Związku Lekkiej Atletyki (od 1992 członek zarządu). Janusz Galicki był pomysłodawcą i organizatorem rozgrywanego w Warszawie mityngu chodziarskiego O Złote Buty Jana Kilińskiego. Pochowany na cmentarzu Bródnowskim (kwatera 96A-2-10).